# Imperatyw kategoryczny

Imperatyw kategoryczny jako wynik odbierania informacji o rzeczach samych w sobie przez zmysły i rozumowania

Imperatyw kategoryczny (niem. Kategorischer Imperativ) – zasada etyczna, którą można sformułować na wiele sposobów, w tym w sposób następujący: „należy postępować zawsze wedle takich reguł, co do których chcielibyśmy, aby były one stosowane przez każdego i zawsze”. Termin filozoficzny utworzony przez Immanuela Kanta jako skutek poszukiwań bezwzględnie ważnego prawa, dotyczącego każdej osoby, które byłyby spełniane niezależnie od istnienia Boga . 
Obowiązek etyczny powinien być przez człowieka spełniony dlatego, że jest obowiązkiem, a nie dlatego, że jest zgodny z naszymi chęciami, upodobaniami czy popędami. Jednostkowe pragnienia nie liczą się w zasadach moralnych.
Kant definiuje ją na różne sposoby. Najprostsza wersja brzmi:

Handle nur nach derjenigen Maxime,
durch die du zugleich wollen kannst, dass sie ein allgemeines Gesetz werde.